# Coupe des champions de rink hockey 1990-1991
Navigation
Coupe des champions 1989-1990 Coupe des champions 1991-1992
La Coupe des champions de rink hockey 1990-1991 est la 26e édition de la plus importante compétition européenne de rink hockey entre équipes de club. La compétition est remportée par le OC Barcelos qui devient champion d'Europe des clubs pour la première fois.

## Déroulement
Cette édition 1990-1991 se déroule en matchs à éliminations directe avec un tour préliminaire et une phase finale commençant par des quarts de finale. Chaque tour est joué en matchs aller et retour. L'équipe la meilleure sur le score cumulé des deux matchs est qualifiée pour le tour suivant.

## Équipes qualifiées
| 1990-1991           |
| ------------------- |
| HC Liceo            |
| FC Porto            |
| OC Barcelos         |
| Roller Monza        |
| LV La Roche sur Yon |
| SC Thunerstern      |
| RESG Walsum         |
| RC de Dennenberg    |
| Kurink HC           |

## Tour préliminaire
| Équipe      | Résultat | Équipe      | 1er Match | 2e Match |
| RESG Walsum | 6-29     | OC Barcelos | 2-13      | 4-16     |

## Phase finale
|  | Quarts de finale    | Quarts de finale    | Quarts de finale    | Quarts de finale    |              |              | Demi-finales     | Demi-finales     | Demi-finales     | Demi-finales     |  |  | Finale                | Finale                | Finale                | Finale                |
|  |                     |                     |                     |                     |              |              |                  |                  |                  |                  |  |  |                       |                       |                       |                       |
|  | 6 et 20 avril 1991  | 6 et 20 avril 1991  | 6 et 20 avril 1991  | 6 et 20 avril 1991  |              |              | 4 et 18 mai 1991 | 4 et 18 mai 1991 | 4 et 18 mai 1991 | 4 et 18 mai 1991 |  |  | 25 mai et 8 juin 1991 | 25 mai et 8 juin 1991 | 25 mai et 8 juin 1991 | 25 mai et 8 juin 1991 |
|  | 6 et 20 avril 1991  | 6 et 20 avril 1991  | 6 et 20 avril 1991  | 6 et 20 avril 1991  |              |              | 4 et 18 mai 1991 | 4 et 18 mai 1991 | 4 et 18 mai 1991 | 4 et 18 mai 1991 |  |  | 25 mai et 8 juin 1991 | 25 mai et 8 juin 1991 | 25 mai et 8 juin 1991 | 25 mai et 8 juin 1991 |
|  | OC Barcelos         | OC Barcelos         | 4                   | 5                   |              |              | 4 et 18 mai 1991 | 4 et 18 mai 1991 | 4 et 18 mai 1991 | 4 et 18 mai 1991 |  |  | 25 mai et 8 juin 1991 | 25 mai et 8 juin 1991 | 25 mai et 8 juin 1991 | 25 mai et 8 juin 1991 |
|  | OC Barcelos         | OC Barcelos         | 4                   | 5                   |              |              | 4 et 18 mai 1991 | 4 et 18 mai 1991 | 4 et 18 mai 1991 | 4 et 18 mai 1991 |  |  | 25 mai et 8 juin 1991 | 25 mai et 8 juin 1991 | 25 mai et 8 juin 1991 | 25 mai et 8 juin 1991 |
|  | FC Porto            | FC Porto            | 4                   | 4                   |              |              | 4 et 18 mai 1991 | 4 et 18 mai 1991 | 4 et 18 mai 1991 | 4 et 18 mai 1991 |  |  | 25 mai et 8 juin 1991 | 25 mai et 8 juin 1991 | 25 mai et 8 juin 1991 | 25 mai et 8 juin 1991 |
|  | FC Porto            | FC Porto            | 4                   | 4                   | OC Barcelos  | OC Barcelos  | 22               | 22               |                  |                  |  |  | 25 mai et 8 juin 1991 | 25 mai et 8 juin 1991 | 25 mai et 8 juin 1991 | 25 mai et 8 juin 1991 |
|  | 6 et 20 avril 1991  |                     |                     |                     | OC Barcelos  | OC Barcelos  | 22               | 22               |                  |                  |  |  | 25 mai et 8 juin 1991 | 25 mai et 8 juin 1991 | 25 mai et 8 juin 1991 | 25 mai et 8 juin 1991 |
|  |                     |                     | LV La Roche sur Yon | LV La Roche sur Yon | 3            | 0            |                  |                  |                  |                  |  |  | 25 mai et 8 juin 1991 | 25 mai et 8 juin 1991 | 25 mai et 8 juin 1991 | 25 mai et 8 juin 1991 |
|  | Kurink HC           | Kurink HC           | LV La Roche sur Yon | LV La Roche sur Yon | 3            | 0            | 6                | 2                |                  |                  |  |  | 25 mai et 8 juin 1991 | 25 mai et 8 juin 1991 | 25 mai et 8 juin 1991 | 25 mai et 8 juin 1991 |
|  | Kurink HC           | Kurink HC           | 4 et 18 mai 1991    |                     |              |              | 6                | 2                |                  |                  |  |  | 25 mai et 8 juin 1991 | 25 mai et 8 juin 1991 | 25 mai et 8 juin 1991 | 25 mai et 8 juin 1991 |
|  | LV La Roche sur Yon | LV La Roche sur Yon | 4                   | 5                   |              |              |                  |                  |                  |                  |  |  | 25 mai et 8 juin 1991 | 25 mai et 8 juin 1991 | 25 mai et 8 juin 1991 | 25 mai et 8 juin 1991 |
|  | LV La Roche sur Yon | LV La Roche sur Yon | 4                   | 5                   | OC Barcelos  | OC Barcelos  | 4                | 3 ()             |                  |                  |  |  |                       |                       |                       |                       |
|  | 6 et 20 avril 1991  |                     |                     |                     | OC Barcelos  | OC Barcelos  | 4                | 3 ()             |                  |                  |  |  |                       |                       |                       |                       |
|  |                     |                     | Roller Monza        | Roller Monza        | 4            | 3 ()         |                  |                  |                  |                  |  |  |                       |                       |                       |                       |
|  | HC Liceo            | HC Liceo            | Roller Monza        | Roller Monza        | 4            | 3 ()         | 4                | 2                |                  |                  |  |  |                       |                       |                       |                       |
|  | HC Liceo            | HC Liceo            |                     |                     |              |              |                  |                  |                  |                  |  |  |                       |                       |                       |                       |
|  | Roller Monza        | Roller Monza        | 5                   | 3                   |              |              |                  |                  |                  |                  |  |  |                       |                       |                       |                       |
|  | Roller Monza        | Roller Monza        | 5                   | 3                   | Roller Monza | Roller Monza | 1                | 3                |                  |                  |  |  |                       |                       |                       |                       |
|  | 6 et 20 avril 1991  |                     |                     |                     | Roller Monza | Roller Monza | 1                | 3                |                  |                  |  |  |                       |                       |                       |                       |
|  |                     |                     | SC Thunerstern      | SC Thunerstern      | 2            | 1            |                  |                  |                  |                  |  |  |                       |                       |                       |                       |
|  | RC de Dennenberg    | RC de Dennenberg    | SC Thunerstern      | SC Thunerstern      | 2            | 1            | 7                | 1                |                  |                  |  |  |                       |                       |                       |                       |
|  | RC de Dennenberg    | RC de Dennenberg    |                     |                     |              |              |                  | 1                |                  |                  |  |  |                       |                       |                       |                       |
|  | SC Thunerstern      | SC Thunerstern      | 10                  | 11                  |              |              |                  |                  |                  |                  |  |  |                       |                       |                       |                       |
|  | SC Thunerstern      | SC Thunerstern      | 10                  | 11                  |              |              |                  |                  |                  |                  |  |  |                       |                       |                       |                       |
|  |                     |                     |                     |                     |              |              |                  |                  |                  |                  |  |  |                       |                       |                       |                       |

( ) = Tirs au but; [ ] = Match d'appui; ap = Après prolongation; e = Victoire grâce aux buts marqués à l'extérieur; f = Victoire par forfait
| Ligue des champions 90-91 Vainqueur |
| ----------------------------------- |
|                                     |
| OC Barcelos (1er titre)             |